# Trdnjava Bahla
Trdnjava Bahla (arabsko قلعة بهلاء; prečrkovano Qal'at Bahla') je ena od štirih zgodovinskih trdnjav ob vznožju višavja Džebel Ahdar v Omanu in edina trdnjav v državi, ki je bila uvrščena na Unescov seznam leta 1987.
Trdnjava je bila podvržena obsežnim obnovitvenim prizadevanjem in ponovno odprta leta 2012. Vendar kompleksu manjka informacij za obiskovalce. Ni na voljo nobenih eksponatov ali brošur, da bi izvedeli več o tem velikem prostoru ali vodnikov, ki bi zagotovili dodatne podrobnosti, zato morajo ljudje iti na ogled ali raziskovati sami.

## Zgodovina trdnjave Bahla
Trdnjavo naj bi med 12. in 15. stoletjem zgradilo pleme Banu Nebhan, ki je takrat naseljevalo območje in je bilo znano po tem, da je takrat nadzorovalo trgovino s kadilom.
V sklopu kompleksa je tudi oaza citadele ob trdnjavi in starodavno obzidje v dolžini 13 kilometrov, katerega del še vedno stoji. Večina oaze je v ruševinah, vendar struktura in nekatere hiše še vedno stojijo.
Ker je bila trdnjava zgrajena iz opeke narejene iz blata in slame in posušene na soncu, je erozija poškodovala strukturo, dokler se niso začela prizadevanja za obnovo. Okoli gradu je veliko legend.

## Zgradba
V notranjosti trdnjave so trije glavni deli. Najstarejši del je Al-Qasaba. Bait al-Hadit ali nova hiša, ki jo je zgradila rodbina Ja'riba (1624-1743). Bait al-Džabal je bil postavljen v 18. stoletju.

## Tveganja
- Nežgana opeka bo verjetno razpadla
- Drenaža je slaba
- Pri obnovi suka so uporabljeni sodobni materiali [2]

## Prejšnje obnove
Poškodovani zidovi in stolpi iz blatne opeke se dvigajo več kot 50 m nad temelji iz peščenjaka. Trdnjava ni bila obnovljena vse do leta 1987 in tedaj je izgledala precej ubogo z deli zidov, ki so se rušili po vsakem dežju. Takoj ko je bila trdnjava Bahla vpisana na Unescov seznam svetovne dediščine v Aziji leta 1987, je naslednje leto vpisana na seznam ogroženih lokacij svetovne dediščine. Po tem, ko je v času obnove od 1993 do 1999 Omanska vlada porabila skoraj 9 milijonov $, in potem, ko je bila leta pokrita z odri in nedostopna, je bila leta 2004 umaknjena iz seznama ogrožene svetovne dediščine.
Prvotna stavba je bila iz blatne opeke ter malte in ometa. Restavriranje je neupravičeno uporabilo kamen in cement za tako močno oblaganje zidov, da se originalni zidovi sploh ne vidijo.
Odvodnjavanje je problem, saj v zadnjem času ni bilo nobenih prizadevanj za ohranitev tega sistema. Deli starodavnega obzidja, ki obdaja trdnjavo, so bili uničeni ali spremenjeni zaradi gradnje v bližini.